# Загальнодержавна програма адаптації законодавства України до законодавства Європейського Союзу
Загальнодержавна програма адаптації законодавства України до законодавства Європейського Союзу — нормативний документ, прийнятий Законом України «Про Загальнодержавну програму адаптації законодавства України до законодавства Європейського Союзу» від 15 квітня 2004 (набув чинності 20 квітня 2004)
Програма визначає механізм досягнення Україною відповідності третьому Копенгагенському та Мадридському критеріям набуття членства в Європейському Союзі. Цей механізм включає:
- адаптацію законодавства,
- утворення відповідних інституцій
- та інші додаткові заходи, необхідні для ефективного правотворення та правозастосування.

Метою адаптації законодавства України до законодавства Європейського Союзу є досягнення відповідності правової системи України acquis communautaire з урахуванням критеріїв, що висуваються Європейським Союзом (ЄС) до держав, які мають намір вступити до нього.
Частиною Програми є Перелік актів законодавства України та acquis Європейського Союзу в пріоритетних сферах адаптації.

## Структура програми
Програма містить розділи:
- Загальні положення
- Визначення термінів
- Державна політика України щодо адаптації законодавства
- Етапи адаптації законодавства, мета та завдання першого етапу виконання програми
- Послідовність здійснення адаптації законодавства у пріоритетних сферах
- Щорічні плани виконання програми
- Інституціональний механізм
- Особливості розгляду законопроєктів та проєктів інших нормативно-правових актів, що належать за предметом правового регулювання до сфер, правовідносини в яких регулюються правом Європейського Союзу
- Фінансове кадрове та організаційне забезпечення